# 莱夫谢茨对偶
在数学上，莱夫谢茨对偶是庞加莱对偶的一种拓展，使得最初的庞加莱对偶可以作用于带边流形 。它最初由莱夫谢茨于1926年提出。

## 定理（莱夫谢茨对偶）
令 {\displaystyle M} 是 {\textstyle n} 维可定向紧流形，边界为 {\displaystyle N} ，令 {\displaystyle z} 为{\displaystyle M} 的定向所決定的基本类。与 {\displaystyle z} 的杯积诱导了 {\displaystyle M} 的（上）同调群和 {\displaystyle (M,N)} 的相对（上）同调群的配对；由此便可得到
{\displaystyle H^{k}(M,N)\cong H_{n-k}(M)}
与
{\displaystyle H_{k}(M,N)\cong H^{n-k}(M)}
这里的 {\textstyle N} 实际上可以是空的，此时，莱夫谢茨对偶退化为庞加莱对偶。
实际上，若 {\textstyle N} 可以分解为具有共同边界的两个可定向紧流形 {\textstyle A}、{\textstyle B}，则有下式：
{\displaystyle D_{M}:H^{p}(M,A;\mathbb {Z} )\to H_{n-p}(M,B;\mathbb {Z} ).}